# John Joseph Wright
John Joseph Wright (Boston, 18 luglio 1909 – Cambridge, 10 agosto 1979) è stato un cardinale statunitense.

## Biografia
Nacque a Boston il 18 luglio 1909, da John Wright e Harriet Cokely.
Papa Paolo VI lo elevò al rango di cardinale nel concistoro del 28 aprile 1969.
Morì il 10 agosto 1979 all'età di 70 anni.

## Genealogia episcopale e successione apostolica
La genealogia episcopale è:
- Cardinale Scipione Rebiba
- Cardinale Giulio Antonio Santori
- Cardinale Girolamo Bernerio, O.P.
- Arcivescovo Galeazzo Sanvitale
- Cardinale Ludovico Ludovisi
- Cardinale Luigi Caetani
- Cardinale Ulderico Carpegna
- Cardinale Paluzzo Paluzzi Altieri degli Albertoni
- Papa Benedetto XIII
- Papa Benedetto XIV
- Cardinale Enrico Enriquez
- Arcivescovo Manuel Quintano Bonifaz
- Cardinale Buenaventura Córdoba Espinosa de la Cerda
- Cardinale Giuseppe Maria Doria Pamphilj
- Papa Pio VIII
- Papa Pio IX
- Cardinale Raffaele Monaco La Valletta
- Cardinale Francesco Satolli
- Cardinale William Henry O'Connell
- Cardinale Richard James Cushing
- Cardinale John Joseph Wright

La successione apostolica è:
- Arcivescovo George Elmer Bernarding, S.V.D. (1960)
- Vescovo Vincent Martin Leonard (1964)
- Vescovo Firmin Martin Schmidt, O.F.M.Cap. (1965)
- Vescovo John Bernard McDowell (1966)
- Vescovo Anthony Gerard Bosco (1970)
- Vescovo Carroll Thomas Dozier (1971)